# Ripînți, Camenița
Ripînți (în ucraineană Ріпинці) este un sat în comuna Orînîn din raionul Camenița, regiunea Hmelnîțkîi, Ucraina.

## Demografie
Componența lingvistică a localității Ripînți
     Ucraineană (99,48%)
     Alte limbi (0,52%)
Conform recensământului din 2001, majoritatea populației localității Ripînți era vorbitoare de ucraineană (99,48%), existând în minoritate și vorbitori de alte limbi.